# Экспедиционная армия в Индокитае (Япония)
Экспедиционная армия в Индокитае (яп. 印度支那派遣軍 Индосина хакэнгун) — десантное соединение императорской армии Японии, сформированное 7 сентября 1940 года для участии во вторжении во Французский Индокитай.

## История
5 сентября 1940 года японское правительство начало оказывать давление на режим Виши с тем, чтобы французские власти прекратили доставку грузов в китайскую провинцию Юньнань по железной дороге из индокитайского порта Хайфон. Для участия в силовой акции по изоляции Китая японский Южно-Китайский фронт сформировал Экспедиционную армию в Индокитае, которая должна была действовать совместно с 5-й дивизией.
22 сентября Японская империя и Вишистский Индокитай подписали соглашение, в соответствии с которым Япония получало права транзита и базирования войск: 6 тысяч человек могли размещаться в Индокитае на постоянной основе, а общее число войск, одновременно находящихся на индокитайской территории, не должно было превышать 25 тысяч человек. Несколько часов спустя 5-я дивизия пересекла границу в трёх местах и завязала бои за железнодорожную станцию Лангшон. Франция заявила протест, но утром 24 сентября Экспедиционная армия в Индокитае начала высадку в Хайфоне. 26 сентября японцы закончили высаживать войска, а к вечеру был взят Ханой.
Экспедиционная армия в Индокитае была официально расформирована 5 июля 1941 года.

## Состав
Экспедиционная армия в Индокитае состояла из Пехотной группы (генерал-майор Такума Нисимура), 2-го пехотного полка Императорской гвардии (полковник Кунио Осоноэ), 14-го танкового полка, подразделения ПВО, подразделения связи и пр.

## Список командного состава
Командующие
Генерал-майор Такума Нисимура с 7 сентября 1940 по 5 июля 1941
Начальники штаба
Генерал-майор Исаму Тё с 7 сентября 1940 по 5 июля 1941